# Ренчики
Ренчики (тат. Рәнчек) — деревня в Вагайском районе Тюменской области России. Входит в состав Дубровинского сельского поселения.

## География
Деревня находится в восточной части Тюменской области, в пределах подтаёжно-лесостепного района лесостепной зоны, на левом берегу реки Иртыш, на расстоянии примерно 57 километров (по прямой) к востоку-северо-востоку (ENE) от села Вагай, административного центра района. Абсолютная высота — 44 метра над уровнем моря.
Часовой пояс
Деревня Ренчики, как и вся Тюменская область, находится в часовой зоне МСК+2. Смещение применяемого времени относительно UTC составляет +5:00.

## Население
| 2010 |
| ---- |
| 90   |

Половой состав
По данным Всероссийской переписи населения 2010 года в гендерной структуре населения мужчины составляли 42,2 %, женщины — соответственно 57,8 %.
Национальный состав
Согласно результатам переписи 2002 года, в национальной структуре населения татары составляли 92 % из 92 чел.

## Известные уроженцы
- Шигап Нигмати — татарский поэт и журналист.